# Идзуосима
Идзуосима (яп. 伊豆大島 Идзуо:сима) — вулканический остров в архипелаге Идзу. Находится приблизительно в 100 км к югу от Токио, в 22 км к востоку от полуострова Идзу и в 36 км юго-западнее полуострова Босо. Входит в префектуру Токио. Посёлок Осима выступает в качестве местного самоуправления острова. Он был основан в 1955 году в результате объединения 6 отдельных сёл: Окада, Мото, Сэндзу, Номаси, Сасики, Набуминато.

## География
Площадь Идзуосимы 91,06 км², он является самым крупным островом из ближайших окрестностей Токио. Остров входит в состав национального парка Фудзи-Хаконэ-Идзу. Население на январь 2008 года составило 8553 человека.
Главной достопримечательностью острова является вулкан Михара высотой 764 метра, последнее крупное извержение которого произошло в 1986 году. Идзуосима — популярный туристический центр в связи с его близостью к столице.
Существует несколько паромов, которые отправляются от причала Такэсиба-Самбаси, возле станции метро Хамамацутё в Токио. Паромы также курсируют из Атами в префектуре Сидзуока. Воздушные рейсы на остров осуществляются из Международного аэропорта Токио.

## Землетрясение 1923 года
В 1923 году случилось подводное землетрясение в Сагамском заливе. Из-за изменения положения морского дна поднялись 12-метровые волны цунами, которые опустошили прибрежные поселения. Были разрушены Токио и Иокогама, а также префектуры Тиба, Канагава и Сидзуока, нанесён огромный ущерб всему региону Канто.

## Образование
В посёлке Осима функционирует несколько начальных и средних школ.
- Высшая школа Осимы — агрономическая школа. В ней обучаются преимущественно местные дети[2].
- Международная морская академия Осимы — академия для студентов из соседних островов и Токио, созданная для принятия участия в морской биологической программе[3].